# Twenty Four Seven
Twenty Four Seven je deveti studijski album američke pjevačice Tine Turner. 

## Popis pjesama
1. "Whatever You Need" - 4:49
2. "All the Woman" - 4:03
3. "When the Heartache Is Over" - 3:44
4. "Absolutely Nothing's Changed" - 3:43
5. "Talk to My Heart" - 5:08
6. "Don't Leave Me This Way" - 4:19
7. "Go Ahead" - 4:20
8. "Without You" - 4:06
9. "Falling" - 4:21
10. "I Will Be There" - 4:37
11. "Twenty Four Seven" - 3:47

Dodatne pjesme na "Limited edition" bonus CD-u
1. "Twenty Four Seven" (uživo u Londonu 1999.) - 3:56
2. "River Deep – Mountain High" (uživo u Londonu 1999.) - 4:00
3. "When the Heartache Is Over" (uživo u Londonu 1999.) - 3:48
4. "Whatever You Need" (uživo u Londonu 1999.) - 4:44
5. "Don't Leave Me This Way" (uživo u Londonu 1999.) - 4:23
6. "Talk to My Heart" (uživo u Londonu 1999.) - 5:03
7. "Hold On, I'm Coming" (uživo u Londonu 1999.) - 3:01
8. "All the Woman" (uživo u Londonu 1999.) - 4:01
9. "When the Heartache Is Over" (glazbeni spot)
10. "Whatever You Need" (glazbeni spot)